# لونا شوایگر
لونا مری شوایگر (انگلیسی: Luna Schweiger؛ زادهٔ ۱۱ ژانویهٔ ۱۹۹۷) که با نام لونا شوایگر هم شناخته می‌شود، یک هنرپیشه اهل برلین آلمان است. وی از سال ۲۰۰۷ میلادی تاکنون مشغول فعالیت بوده‌است. او دومین فرزند از چهار فرزند خانوادهٔ خود است، پس از والنتین (متولد ۱۹۹۵) و فرزند ارشد دختر خانواده می‌باشد، قبل از لیلی (متولد ۱۹۹۸) و اما (متولد ۲۰۰۲). همه شش نفر اعضای این خانواده بازیگر هستند.

## فیلم شناسی
| سال  | نام فیلم       | نام کاراکتر             |
| ---- | -------------- | ----------------------- |
| ۲۰۰۷ | Keinohrhasen   | Young Anna Gotzlowski   |
| ۲۰۰۹ | Phantomschmerz | Sarah                   |
| ۲۰۰۹ | Zweiohrküken   | Young Anna Gotzlowski   |
| ۲۰۱۱ | کوکوو          | Girl in the Supermarket |
| ۲۰۱۲ | Schutzengel    | Nina                    |